# 丹麻镇
丹麻镇，是中华人民共和国青海省海东市互助土族自治县下辖的一个乡镇级行政单位。

## 行政区划
丹麻镇下辖以下地区：
丹麻社区、补家村、岔尔沟门村、东家村、锦州村、拉庄村、山城村、松德村、索卜沟村、索卜滩村、哇麻村、汪家村、温家村、西丹麻村、新添堡村、泽林村、桦林村和东丹麻村。

## 中国传统村落
2012年，索卜滩村、哇麻村被评为首批“中国传统村落”。